# Yousef Karam
Yousef Mohammed Karam Taher (né le 15 juillet 1993) est un athlète koweïtien, spécialiste du 400 m.

## Carrière
Il remporte le titre lors des Championnats panarabes 2017, puis deux médailles d’argent, sur 200 m et 400 m, lors des Championnats panarabes 2019 au Caire. Il remporte peu après le titre lors des Championnats d'Asie 2019 à Doha. Arrivé à Doha avec un record personnel de 45 s 63 obtenu en 2018, il le porte à 45 s 04 en séries et à 44 s 84 en finale, record national battu.

## Palmarès
| Date | Compétition                  | Lieu        | Résultat | Épreuve     | Temps   |
| ---- | ---------------------------- | ----------- | -------- | ----------- | ------- |
| 2015 | Championnats panarabes       | Manama      | 4e       | 400 m       | 47 s 08 |
| 2017 | Championnats d'Asie          | Bhubaneswar | 7e       | 400 m haies | 51 s 36 |
| 2017 | Championnats panarabes       | Radès       | 1er      | 400 m       | 46 s 45 |
| 2017 | Championnats panarabes       | Radès       | 4e       | 400 m haies | 51 s 20 |
| 2018 | Championnats d'Asie en salle | Téhéran     | 2e       | 400 m       | 46 s 66 |
| 2019 | Championnats panarabes       | Le Caire    | 2e       | 200 m       | 20 s 81 |
| 2019 | Championnats panarabes       | Le Caire    | 2e       | 400 m       | 46 s 06 |
| 2019 | Championnats d'Asie          | Doha        | 1er      | 400 m       | 44 s 84 |

## Records
| Épreuve | Temps        | Lieu | Date          |
| ------- | ------------ | ---- | ------------- |
| 400 m   | 44 s 84 (NR) | Doha | 22 avril 2019 |